# Johan Richard Melin Bergenhayn
Johan Richard (soms Rickard of Rikard gespeld) Melin Bergenhayn (Orust, 1889 - 1976) was een Zweeds visser, dokwerker en leraar die uiteindelijke geologie studeerde aan de Universiteit van Uppsala.  Als zoöloog werkte hij voornamelijk op het gebied van de keverslakken.  
Hij was gehuwd met Greta Bergenhayn (1900 - 1994) en had één dochter (Siv Bergenhayn).
De soorten Acanthopleura bergenhayni Leloup, 1937, Eochelodes bergenhayni Marek, 1962 en Notoplax bergenhayni Kaas & van Belle, 1998 werden naar hem vernoemd.